# Chiến lược phát triển miền Tây Trung Quốc

Không gian vùng phía Tây (màu tím) trong Chiến lược phát triển miền Tây của Trung Quốc

Chiến lược phát triển miền Tây (chữ Hán giản thể: 西部大开发, bính âm: Xībù Dàkāifā, phiên thiết Hán-Việt: Tây bộ đại khai phát) là một chiến lược kinh tế xã hội của Cộng hòa Nhân dân Trung Hoa được triển khai từ năm 2000 nhằm phát triển miền Tây của nước này.

## Mục đích
Trong quá trình cải cách và phát triển những thập niên cuối của thế kỷ 20, kinh tế Trung Quốc phát triển nhanh chóng, song chênh lệch về phát triển giữa miền Đông (Hoa Trung và Hoa Đông) và miền Tây, miền Nam và miền Bắc ngày càng lớn.
Nhận thấy tác hại tiềm tàng của điều này và sự cần thiết phải thu hẹp chênh lệch về phát triển giữa hai miền Đông và Tây, giữa các sắc tộc thiểu số với người Hán, năm 1999, nhà lãnh đạo quốc gia tối cao của Trung Quốc lúc đó là Giang Trạch Dân (bính âm: Jiāng Zémín) đã đề xuất việc cần thiết phải triển khai một chiến lược phát triển miền Tây. Cuối năm 1999, Hội nghị công tác kinh tế Trung ương tuyên bố mục đích của chiến lược phát triển miền Tây còn gồm có: tăng tổng cầu, thúc đẩy tăng trưởng kinh tế của cả nước, đoàn kết dân tộc, ổn định xã hội, củng cố phòng thủ biên giới.
Tháng 1 năm 2000, Chính phủ Trung Quốc đã quyết định thành lập một tổ chỉ đạo phát triển miền Tây do đích thân thủ tướng Chu Dung Cơ (Zhū Róngjì) làm tổ trưởng, phó thủ tướng Ôn Gia Bảo làm tổ phố, và các thành viên khác đều là những quan chức cấp cao hàng bộ trưởng. Tháng 3 năm 2001, kế hoạch 5 năm phát triển kinh tế xã hội lần thứ 11 của Trung Quốc đã phê phán sự chênh lệch về thu nhập giữa các miền của Trung Quốc và tuyên bố chính phủ Trung Quốc sẽ lấy thời kỳ 5 năm từ 2001 đến 2005 làm thời gian thật trọng tâm để đầu tư xây dựng công trình hạ tầng xã hội cho miền Tây nhằm giúp khu vực này trong vòng từ 5 đến 10 năm sẽ phát triển nhanh chóng.

## Phạm vi
Phạm vi không gian của chiến lược bao trùm 6 tỉnh Cam Túc, Quý Châu, Thanh Hải, Thiểm Tây, Tứ Xuyên, Vân Nam, 5 khu tự trị Nội Mông, Ninh Hạ, Tân Cương, Tây Tạng, Quảng Tây và 1 thành phố trực thuộc trung ương là Trùng Khánh.

## Các hợp phần
- Phát triển công trình hạ tầng xã hội và phát triển năng lượng. Những dự án tiêu biểu là: dự án xây dựng hệ thống tàu điện ngầm ở Trùng Khánh, dự án xây dựng tuyến đường sắt Thanh Tạng nối Lhasa với khu vực phía Đông, dự án đưa điện từ miền Tây tới miền Đông , dự án đưa khí đốt từ miền Tây tới miền Đông , dự án chuyển nước Bắc-Nam .
- Cung cấp tài chính quy mô lớn. Ngân hàng Nhân dân Trung Quốc tuyên bố hỗ trợ tài chính để phát triển miền Tây thông qua: đẩy mạnh cung cấp các khoản vay trung và dài hạn, phát huy vai trò của các tổ chức tín dụng nhỏ và vừa ở miền Tây, cung cấp các khoản vay nhằm chuyển dịch cơ cấu sản xuất nông nghiệp, cung cấp các khoản vay cho các dự án giáo dục và đào tạo nguồn nhân lực, cung cấp các khoản vay cho các dự án hợp tác kinh tế giữa miền Đông và miền Tây, đẩy mạnh cải cách hệ thống tài chính tiền tệ để đáp ứng tốt hơn nhu cầu vốn của miền Tây.
- Cải thiện môi trường thu hút FDI: thực hiện các chính sách ưu đãi đầu tư như giảm thuế thu nhập doanh nghiệp trong 3 năm đầu xuống còn 15% (và nếu là doanh nghiệp làm hàng xuất khẩu thì giảm nữa xuống còn 10%). Đồng thời, cho chính quyền các địa phương miền Tây nhiều quyền hạn xét duyệt các dự án FDI không thua gì các địa phương miền Đông trong đó có quyền tự phê duyệt các dự án nếu số vốn không quá 30 triệu dollar Mỹ.
- Phát triển thương mại và dịch vụ bao gồm cả tự do hóa mậu dịch biên giới.
- Tăng cường bảo vệ môi trường.
- Phát triển giáo dục và khoa học kỹ thuật.
- Giữ chân nhân tài ở lại phát triển quê hương, Tăng cường lao động có tay nghề.

## Hiệu quả
Sáu năm liên tục gần đây, tốc độ tăng trưởng kinh tế bình quân hàng năm của miền Tây Trung Quốc là 10,6%. Tổng GDP của miền Tây năm 2005 đã lên tới 3,33 nghìn tỷ yuan, trong khi năm 2000 thì mới chỉ đạt 1,66 nghìn tỷ yuan. Thu nhập ròng ở khu vực thành thị tăng với tốc độ bình quân 10% mỗi năm và ở khu vực nông thôn là 6,8%.
Tính đến năm 2006, đã có hàng loạt dự án tổng trị giá tới 1 nghìn tỷ yuan để phát triển công trình hạ tầng xã hội.
Trong 500 công ty lớn nhất của thế giới đã có 100 công ty đầu tư vào miền Tây.